# Okrug Valencia, Novi Meksiko
| Valencia                                                   |                               |
| Zemljovid Novog Meksika s označenim okrugom Valencijom.    |                               |
| Zemljovid SAD s označenom saveznom državom Novim Meksikom. |                               |
| Osnovan:                                                   | 9. siječnja 1852.             |
| Sjedište:                                                  | Los Lunas                     |
| Najveće naselje:                                           | Los Lunas                     |
| Površina:                                                  | 2.766 km2                     |
| Br. stanovnika (2010.):                                    | 76.569                        |
| Kongresni okrug:                                           | 1., 2.                        |
| Vremenska zona:                                            | Stjenjačko vrijeme: UTC-7/-6  |
| Službene stranice:                                         | http://www.co.valencia.nm.us/ |

Valencia je okrug u američkoj saveznoj državi Novom Meksiku.

## Stanovništvo
Prema popisu stanovništva 2010., stanovnici su:
- 73,2% bijelci
- 1,4% "crnci ili afroamerikanci"
- 3,8% "američki Indijanci i aljaskanski domorodci"
- 0,5% Azijci
- 0,1% Havajci ili tihooceanski otočani
- 4,0% dviju ili više rasa
- 17,0% ostalih rasa.

Hispanoamerikanaca i Latinoamerikanaca svih rasa bilo je 58,3%.

## Vanjske poveznice
- Postal History Poštanski uredi u okrugu Valenciji, Novi Meksiko